# Sint-Catharinakapel (Lemiers)
De Sint-Catharinakapel is een kerkgebouw in het dorp Lemiers in de Nederlands Zuid-Limburgse gemeente Vaals. De kapel ligt in het oudste deel dat aangeduid wordt met Oud-Lemiers.
De Sint-Catharinakapel is een zaalkerkje gebouwd in romaanse stijl in de 12de eeuw. Volgens een register van fundatie van omstreeks 1700, werd de kapel aangeduid als Castrans capella in Limiers en rond 1350 toegewijd aan de Heilige Maagd en Martelares Catharina. Dit zou gebeurd zijn na een ingrijpende vernieuwing van de romaanse kapel.
De kapel blijkt in 1497 te vallen onder de parochie Vijlen.
In 1648 laat Georg von Stücker het koor vernieuwen. Later vindt er een algehele restauratie plaats door Stückers schoonzoon Wilhelm von Fürth. Daaraan herinnert het jaartal 1683 dat nog zichtbaar is op het derde spant in de kapel. Ruim een eeuw later, in 1785, wordt de kapel opgeknapt en van een nieuwe vloer voorzien waarbij de 14e-eeuwse grafsteen van Gertrud van Ophem bij het Maria-altaar verdwijnt. In 1879 wordt de kapel verheven tot rectoraatskerk om in 1896 volledig buiten gebruik gesteld te worden wegens ingebruikneming van de nieuwe Sint-Catharina en Luciakerk in het dorp. Ondanks de restauratie in de jaren 1896-1897 door Pierre Cuypers zijn in 1921 nieuwe herstelwerken nodig. In 1928 volgt opnieuw een restauratie, nu onder leiding van Willem Sprenger. Het grootste deel van de inventaris is bij die gelegenheid overgebracht naar de nieuwe kerk aan de Rijksstraatweg.
De muren van de kapel zijn in 1978 beschilderd door Hans Truijen.
Het gebouw is een rijksmonument.